# Svenska Juniorvattenpriset
Svenska Juniorvattenpriset är en tävling för ungdomar upp till 20 år, som ännu inte påbörjat sina universitetsstudier. Man kan delta med ett konkret projekt om vatten och miljö, som genomförts individuellt eller i grupp. Projekten kan behandla vattenmiljöfrågor ur olika aspekter och inom olika ämnesområden, från naturvetenskap och teknik till information och samhällsvetenskap. Projekten kan fokusera på lokala, regionala, nationella eller globala ämnen.
Vinnaren av det Svenska Juniorvattenpriset deltar i den internationella finalen av Stockholm Junior Water Prize.
Priset delas ut av Stockholm International Water Institute (SIWI) och the Stockholm Water Foundation.